# Salonnes
Salonnes település Franciaországban, Moselle megyében. Lakosainak száma 171 fő (2022. január 1.). Salonnes Bezange-la-Grande, Chambrey, Château-Salins, Morville-lès-Vic és Vic-sur-Seille községekkel határos.

## Népesség
A település népessége az elmúlt években az alábbi módon változott:
| Lakosok száma | 172  | 138  | 157  | 166  | 202  | 208  | 189  | 178  | 174  | 171  |
|               | 1968 | 1982 | 1990 | 2006 | 2013 | 2015 | 2017 | 2019 | 2020 | 2022 |